# Wybrana pani

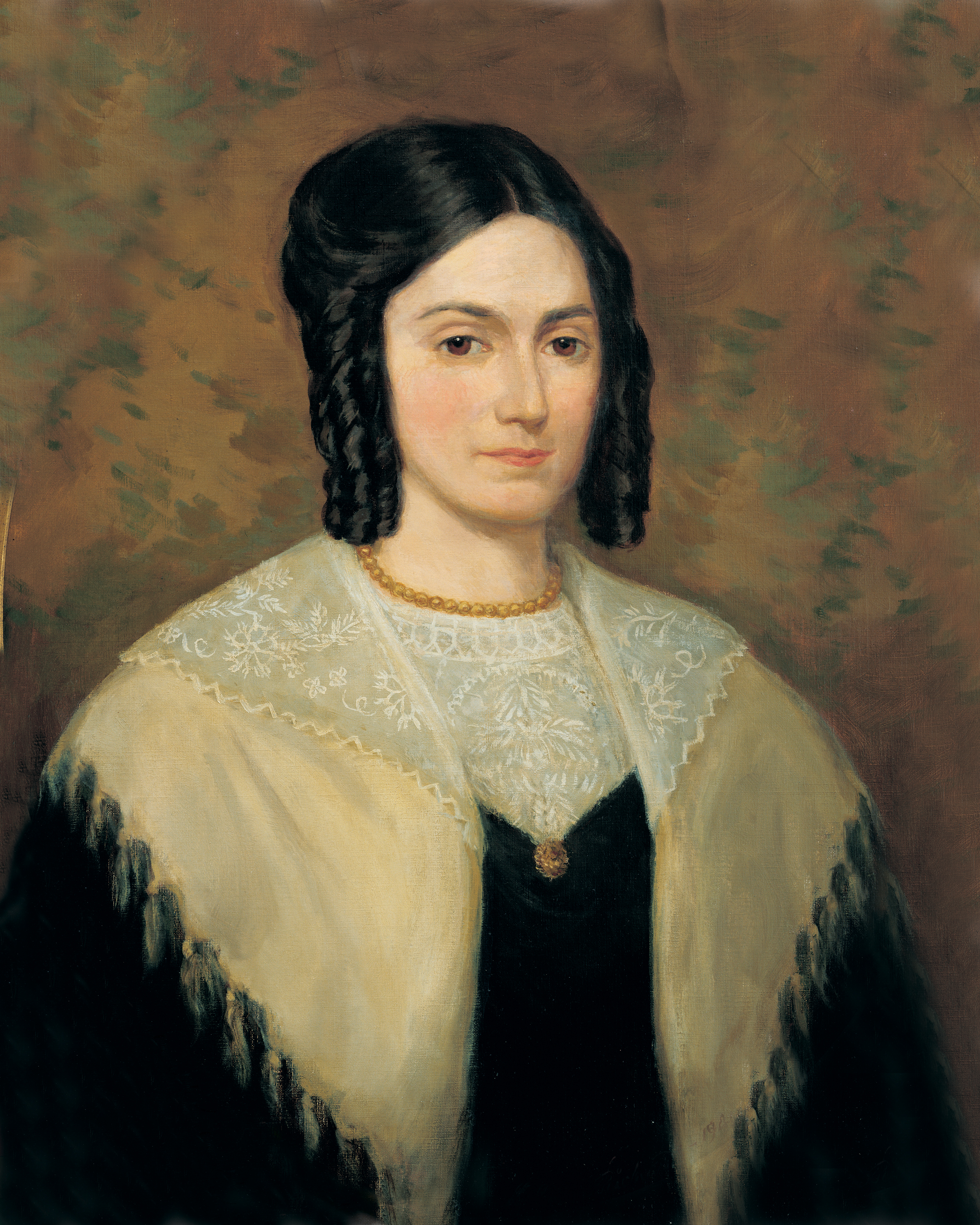
Emma Smith, żona Josepha. To wobec niej najczęściej używa się tytułu wybrana pani.

Wybrana pani – tytuł kościelny używany w wyznaniach zaliczanych do ruchu świętych w dniach ostatnich. Osadzony w mormońskich pismach świętych, ma również związki z wolnomularstwem. Odnosi się do kobiety, która otrzymała bądź też, dzięki swemu posłuszeństwu, uprawniona jest do otrzymania pełni błogosławieństw Ewangelii. Przyznawany różnym osobom, najczęściej wiązany jest jednak z Emmą Smith. Jako integralna część mormońskiej historii występuje także w innych denominacjach ruchu świętych w dniach ostatnich.

## Pochodzenie i ewolucja tytułu
Tytuł ten osadzony jest w mormońskim kanonie, mianowicie w Naukach i Przymierzach, ma wszakże również pewne konotacje nowotestamentalne. Wskazuje się tu na trzynasty werset pierwszego rozdziału 2. Listu Jana. Nie należy również pomijać jego związków z wolnomularstwem ani też wykluczać inspirowania się przez Smitha takimi postaciami jak Ann Lee czy Jemima Wilkinson. 
Mimo swego szczególnego statusu wybrana pani wciąż może zostać zwiedziona, a poprzez okazanie nieposłuszeństwa może również stracić swą wyróżnioną pozycję oraz Bożą łaskę. Emma Smith, małżonka Josepha Smitha, została nazwana wybraną panią w objawieniu z lipca 1830. Do niej także ów tytuł jest najczęściej odnoszony. 
Poza znaczeniem wywiedzionym wprost z doktryny niesie ze sobą istotne konotacje historyczne, związane szczególnie ze Stowarzyszeniem Pomocy. To afiliowane przy Kościele stowarzyszenie kobiece pierwotnie kierowane było przez Emmę Smith. Trzeci Prezydent Kościoła, John Taylor, podkreślił, iż wybrany status Emmy Smith oznaczał w istocie, że otrzymała ona od Boga konkretne zadanie do wykonania. Zadaniem tym miało być właśnie przewodniczenie kobietom Kościoła, zrzeszonym pod auspicjami wspólnoty, poprzez oraz dzięki objawieniu. Podczas spotkania organizacyjnego Stowarzyszenia Pomocy w marcu 1842 Smith wspomniał zresztą, jakoby Emma została wyświęcona na mocy objawienia z 1830, co sugerowałoby, iż sam tytuł jest w istocie urzędem, porównywalnym do przeznaczonych wyłącznie dla mężczyzn urzędów w obrębie kapłaństwa.
Być może właśnie z tego powodu i w związku z odejściem Emmy Smith z Kościoła Jezusa Chrystusa Świętych w Dniach Ostatnich tytułu wybranej pani używano jedynie bardzo oszczędnie i niechętnie wobec innych kobiet. Eliza R. Snow, z upoważnienia prezydenta Brighama Younga od 1868 kierująca odnawianymi stowarzyszeniami pomocy, została ustanowiona jako wybrana pani dopiero w 1880, zatem rok po śmierci Emmy.

## W Kościele Jezusa Chrystusa Świętych w Dniach Ostatnich
We współczesnym Kościele Jezusa Chrystusa Świętych w Dniach Ostatnich wybrana pani to kobieta, która otrzymała bądź też, dzięki swemu posłuszeństwu, uprawniona jest do otrzymania pełni błogosławieństw Ewangelii. Bruce R. McConkie, członek Kworum Dwunastu Apostołów oraz specjalista w zakresie mormońskiej doktryny, zauważył, że błogosławieństwa, którymi cieszy się takowa wierna, obejmują obdarowania świątynne, małżeństwo celestialne oraz pełnię mocy pieczętowania. Kobieta znajdująca się w tej duchowej sytuacji jest wybraną córką Bożą w tym życiu, jak również dziedziczką jego królestwa w życiu przyszłym. Na gruncie teologii świętych w dniach ostatnich można ją porównać do posiadającego kapłaństwo mężczyzny wyświęconego i ustanowionego na urzędzie starszego, który wiernie wypełnia powierzane mu powołania.

## W innych denominacjach ruchu świętych w dniach ostatnich
Jako integralna część historii mormonizmu tytuł ten przewija się w różnych organizmach religijnych wywodzących swój rodowód od Josepha Smitha. Występuje chociażby w Społeczności Chrystusa, do 2001 znanej jako Zreorganizowany Kościół Jezusa Chrystusa Świętych w Dniach Ostatnich. Pojawia się też w grupach łączonych z mormońskim fundamentalizmem, niekiedy z jednoznacznym uznaniem jego implikacji kapłańskich. Jedna z nich przedstawia Emmę Smith na podobieństwo biblijnej Ewy, jak również jako partnerkę swego męża w dziele przywrócenia Królestwa Bożego na ziemi. Władza w owym królestwie złożona na być w ręce króla i królowej, proroka oraz jego małżonki, wybranej pani. Tym samym Emma staje się w tej perspektywie pierwszą kobietą przyjętą do świętego porządku kapłaństwa oraz dzierżącą pełnię kapłaństwa Melchizedeka.

## W mormońskiej kulturze
Tytuł znalazł odzwierciedlenie w kulturze świętych w dniach ostatnich także poza swym użyciem w strukturze administracyjnej kościelnych organizacji pomocniczych. Używa się go wobec kobiet, które cieszą się szczególnym szacunkiem wiernych. Przemawiając podczas pogrzebu Marjorie Pay Hinckley, małżonki piętnastego prezydenta Kościoła Jezusa Chrystusa Świętych w Dniach Ostatnich Gordona B. Hinckleya, starszy Thomas Monson złożył jej hołd, używając tego właśnie określenia. Podczas uroczystości pogrzebowych Patricii T. Holland, małżonki członka Kworum Dwunastu Apostołów Jeffreya R. Hollanda prezydent Kościoła Russell M. Nelson określił zmarłą właśnie jako wybraną panią, wychwalając przy tym jej chrześcijańskie przymioty.